# Fußball-Europameisterschaft der Frauen 2022/Deutschland
Dieser Artikel behandelt die deutsche Nationalmannschaft bei der Fußball-Europameisterschaft der Frauen 2022 in England und der Qualifikation dazu. Deutschland nahm zum zehnten Mal an der Endrunde teil und war als erste Mannschaft nach den Gastgeberinnen qualifiziert. Erstmals seit 1995 ging Deutschland wieder nicht als Titelverteidiger ins Turnier.

## Qualifikation
Deutschland wurde für die Qualifikation in Gruppe I gelost und bekam als Gegner die Ukraine, Irland, Griechenland und Montenegro zugelost. Deutschland startete mit einem 10:0-Heimsieg gegen Montenegro, gegen das es das erste Spiel überhaupt war, in die Qualifikation. Es folgten zwei 8:0-Siege gegen den vermeintlich stärksten Gegner Ukraine, für die dies die höchsten Niederlagen ihrer Länderspielgeschichte sind. Die erste Hälfte der Spiele wurde mit einem 5:0-Sieg in Griechenland abgeschlossen, gegen das auch erstmals gespielt wurde. Aufgrund der COVID-19-Pandemie mussten dann die für April 2020 angesetzten Spiele in den September verschoben werden. Da auch diese Spiele, darunter das erste Spiel gegen die bis dahin aufgrund des einen mehr ausgetragenen Spiels die Tabelle anführenden Irinnen, gewonnen wurden und die Irinnen am 23. Oktober in Kiew gegen die Ukraine verloren, war die deutsche Mannschaft vorzeitig qualifiziert.
Insgesamt wurden 30 Spielerinnen eingesetzt – auch bedingt dadurch, dass einige Spielerinnen verletzungsbedingt zeitweise nicht zur Verfügung standen und andere wegen des insgesamt engen Terminplans wegen der Pandemie gelegentlich geschont wurden. Nur Lina Magull und Dzsenifer Marozsán kamen in allen acht Spielen zum Einsatz. Einmal geschont wurde Lena Oberdorf, die jüngste eingesetzte Spielerin. Zu ihren ersten Länderspielen kamen in der Qualifikation Ann-Katrin Berger (viertälteste Spielerin beim Debüt), Paulina Krumbiegel, Sandra Starke (mit Debüttor), Tabea Waßmuth und Pia-Sophie Wolter, wogegen Dzsenifer Marozsán in der Qualifikation ihr 100. Länderspiel bestritt. Beste Torschützinnen waren Klara Bühl (6 Tore, alle in den ersten vier Spielen erzielt), Lina Magull (5), Alexandra Popp und Laura Freigang (beide je 4). Insgesamt kamen 22 Spielerinnen zum Torerfolg – keine andere Mannschaft hatte mehr Torschützinnen – wobei sechs Spielerinnen ihre ersten Länderspieltore erzielten. Alexandra Popp konnte dagegen beim 10:0 gegen Montenegro bereits ihr 50. Länderspieltor erzielen.

### Tabelle
| Pl. | Land         | Sp. | S | U | N | Tore    | Diff. | Punkte |
| --- | ------------ | --- | - | - | - | ------- | ----- | ------ |
| 1.  | Deutschland  | 8   | 8 | 0 | 0 | 046:100 | +45   | 24     |
| 2.  | Ukraine      | 8   | 5 | 0 | 3 | 016:210 | −5    | 15     |
| 3.  | Irland       | 8   | 4 | 1 | 3 | 011:100 | +1    | 13     |
| 4.  | Griechenland | 8   | 2 | 1 | 5 | 006:210 | −15   | 07     |
| 5.  | Montenegro   | 8   | 0 | 0 | 8 | 002:280 | −26   | 0      |

| Datum                                                                                     | Spielort     | Gegner       | Ergebnis   | Torschützinnen |
| ----------------------------------------------------------------------------------------- | ------------ | ------------ | ---------- | --- |
| 31.08.2019                                                                                | Kassel       | Montenegro   | 10:0 (5:0) | Huth (3.), Popp (8., 24. 2, 38.), Bühl (34. 1, 59.), Doorsoun-Khajeh (52.), Knaak (54.), Schüller (83.), Dallmann (88.) |
| 03.09.2019                                                                                | Lwiw         | Ukraine      | 08:0 (3:0) | Däbritz (5., 80., 88.), Magull (28.), Rauch (32. 1), Oberdorf (54. 1), Huth (85.), Maier (90.+2)                        |
| 05.10.2019                                                                                | Aachen       | Ukraine      | 08:0 (4:0) | Bühl (7., 58., 61.), Gwinn (30.), Magull (37., 42., 90.+3), Leupolz (87.)                                               |
| 08.10.2019                                                                                | Thessaloniki | Griechenland | 05:0 (2:0) | Popp (33.), Oberdorf (40.), Starke (65.), Bremer (75.), Bühl (90.)                                                      |
| 19.09.2020                                                                                | Essen        | Irland       | 03:0 (3:0) | Hegering (8.), Marozsan (39.), Schüller (41.)                                                                           |
| 22.09.2020                                                                                | Podgorica    | Montenegro   | 03:0 (2:0) | Freigang (2. 1), Leupolz (45.+1), Lohmann (59. 1)                                                                       |
| 27.11.2020                                                                                | Ingolstadt   | Griechenland | 06:0 (4:0) | Hegering (17.), Freigang (21., 39., 45.), Dallmann (72.), Krumbiegel (90.+2 1)                                          |
| 01.12.2020                                                                                | Dublin       | Irland       | 03:1 (2:1) | Magull (21./Efm.), Waßmuth (29. 1, 85.), McCabe (45./Elfm.)                                                             |
| Anmerkungen: - 1 Erstes Länderspieltor der Spielerin - 2 50. Länderspieltor der Spielerin |              |              |            | |

## Vorbereitung
Zwischen dem Ende der Qualifikation und dem Beginn der EM-Endrunde liegen diesmal aufgrund der Verschiebung der Endrunde aufgrund der COVID-19-Pandemie knapp 19 Monate. In diese Zeit fiel der Beginn der Qualifikation für die WM 2023, die nach der EM abgeschlossen wird.
Die eigentliche EM-Vorbereitung beginnt mit einem Camp vom 5. bis 9. Juni in Frankfurt am Main, wobei evtl. noch nicht alle Spielerinnen anwesend sein können wenn sie mit ihren Vereinen noch im Pokal aktiv sind. Es folgen weitere Trainingslager in Herzogenaurach vom 12. bis 18. Juni und vom 21. bis 29. Juni, mit einem Test-Spiel gegen die Schweiz am 24. Juni. Am 3. Juli fliegt die Mannschaft nach England.
Im Jahr der EM-Endrunde fanden bisher folgende Spiele statt, bzw. sind geplant:
| Datum      | Ergeb- nis | Gegner   | Austragungsort      | Anlass                | Deutsche Torschützinnen                                                 |
| 17.02.2022 | 1:1        | Spanien  | Middlesbrough (ENG) | Vier-Nationen-Turnier | Lea Schüller                                                            |
| 20.02.2022 | 0:1        | Kanada   | Norwich (ENG)       | Vier-Nationen-Turnier |                                                                         |
| 23.02.2022 | 1:3        | England  | Wolverhampton (ENG) | Vier-Nationen-Turnier | Lina Magull                                                             |
| 09.04.2022 | 3:0        | Portugal | Bielefeld           | WM-Qualifikation      | Lena Oberdorf, Klara Bühl, Felicitas Rauch                              |
| 12.04.2022 | 2:3        | Serbien  | Stara Pazova (SRB)  | WM-Qualifikation      | Lea Schüller, Tabea Waßmuth                                             |
| 24.06.2022 | 7:0        | Schweiz  | Erfurt              | Testspiel             | Klara Bühl (3), Lina Magull, Linda Dallmann, Jule Brand, Sydney Lohmann |

## Kader
Am 31. Mai wurde ein erweiterter Kader mit 28 Spielerinnen benannt. Am 18. Juni wurde der Kader auf 23 Spielerinnen reduziert. Heraus fielen Torhüterin Martina Tufeković, die Abwehrspielerinnen Jana Feldkamp und Maximiliane Rall sowie aus dem Mittelfeld und Angriff Sjoeke Nüsken und Chantal Hagel (R), die aber als 24. Spielerin am zweiten EM-Trainingslager vom 21. bis 29. Juni teilnahm. Auf Abruf standen neben ihr und den anderen herausgefallenen Spielerinnen zudem Pauline Bremer, Fabienne Dongus, Leonie Maier, Ramona Petzelberger, Sandra Starke und Joelle Wedemeyer. Kapitänin Alexandra Popp, die während des ersten Trainingslagers positiv auf COVID-19 getestet und isoliert wurde, blieb im Kader. Am 3. Juli flog die Mannschaft nach England.
| Nr.                      | Spielerin            | Geburts- datum    | Debüt | Verein              | Länder- spiele | Länder- spieltore | Letzter Einsatz vor der EM | EM-Spiele,-Tore | EM 2022 | EM 2022 | EM 2022     | EM 2022         | EM 2022    |
| Nr.                      | Spielerin            | Geburts- datum    | Debüt | Verein              | Länder- spiele | Länder- spieltore | Letzter Einsatz vor der EM | EM-Spiele,-Tore | Sp.     | Tor     | Gelbe Karte | Gelb-Rote Karte | Rote Karte |
| Tor                      | Tor                  | Tor               | Tor   | Tor                 | Tor            | Tor               | Tor                        | Tor             | Tor     | Tor     | Tor         | Tor             | Tor        |
| ------------------------ | -------------------- | ----------------- | ----- | ------------------- | -------------- | ----------------- | -------------------------- | --------------- | ------- | ------- | ----------- | --------------- | ---------- |
| 21                       | Ann-Katrin Berger    | 9. Oktober 1990   | 2020  | FC Chelsea          | 3              | 0                 | 20. Februar 2022           |                 |         |         |             |                 |            |
| 01                       | Merle Frohms         | 28. Januar 1995   | 2018  | Eintracht Frankfurt | 27             | 0                 | 24. Juni 2022              |                 | 6       |         |             |                 |            |
| 12                       | Almuth Schult        | 9. Februar 1991   | 2012  | VfL Wolfsburg       | 64             | 0                 | 29. Juni 2019              | 4 (2013, 2017)  |         |         |             |                 |            |
| Abwehr                   |                      |                   |       |                     |                |                   |                            |                 |         |         |             |                 |            |
| 23                       | Sara Doorsoun-Khajeh | 17. November 1991 | 2016  | Eintracht Frankfurt | 36             | 1                 | 20. Februar 2022           | 2 (2017)        | 3       |         |             |                 |            |
| 15                       | Giulia Gwinn         | 2. Juli 1999      | 2017  | FC Bayern München   | 27             | 3                 | 24. Juni 2022              |                 | 6       |         | 1           |                 |            |
| 05                       | Marina Hegering      | 17. April 1990    | 2019  | FC Bayern München   | 20             | 3                 | 24. Juni 2022              |                 | 6       |         | 1           |                 |            |
| 03                       | Kathrin Hendrich     | 6. April 1992     | 2014  | VfL Wolfsburg       | 46             | 5                 | 24. Juni 2022              | 1 (2017)        | 6       |         |             |                 |            |
| 02                       | Sophia Kleinherne    | 12. April 2000    | 2019  | Eintracht Frankfurt | 16             | 0                 | 12. April 2022             |                 | 3       | 1       |             |                 |            |
| 17                       | Felicitas Rauch      | 30. April 1996    | 2015  | VfL Wolfsburg       | 21             | 3                 | 24. Juni 2022              |                 | 5       |         | 3           |                 |            |
| Mittelfeld und Angriff 1 |                      |                   |       |                     |                |                   |                            |                 |         |         |             |                 |            |
| 14                       | Nicole Anyomi        | 10. Februar 2000  | 2021  | Eintracht Frankfurt | 8              | 0                 | 24. Juni 2022              |                 | 2       | 1       |             |                 |            |
| 22                       | Jule Brand           | 16. Oktober 2002  | 2021  | TSG 1899 Hoffenheim | 16             | 5                 | 24. Juni 2022              |                 | 6       |         |             |                 |            |
| 19                       | Klara Bühl           | 7. Dezember 2000  | 2019  | FC Bayern München   | 22             | 12                | 24. Juni 2022              |                 | 4       | 1       |             |                 |            |
| 13                       | Sara Däbritz         | 15. Februar 1995  | 2013  | Paris Saint-Germain | 86             | 17                | 24. Juni 2022              | 6 (2013, 2017)  | 6       |         | 1           |                 |            |
| 16                       | Linda Dallmann       | 2. September 1994 | 2016  | FC Bayern München   | 45             | 12                | 24. Juni 2022              | 2 (2017)        | 6       |         |             |                 |            |
| 10                       | Laura Freigang       | 1. Februar 1998   | 2020  | Eintracht Frankfurt | 13             | 9                 | 9. April 2022              |                 | 1       |         |             |                 |            |
| 09                       | Svenja Huth          | 25. Januar 1991   | 2011  | VfL Wolfsburg       | 66             | 13                | 24. Juni 2022              | 1 (2013, 2017)  | 6       |         |             |                 |            |
| 04                       | Lena Lattwein        | 2. Mai 2000       | 2018  | VfL Wolfsburg       | 17             | 0                 | 24. Juni 2022              |                 | 5       | 1       |             |                 |            |
| 08                       | Sydney Lohmann       | 19. Juni 2000     | 2018  | FC Bayern München   | 12             | 2                 | 24. Juni 2022              |                 | 4       |         |             |                 |            |
| 20                       | Lina Magull          | 15. August 1994   | 2015  | FC Bayern München   | 60             | 19                | 24. Juni 2022              | 4 (2017)        | 5       | 3       |             |                 |            |
| 06                       | Lena Oberdorf        | 19. Dezember 2001 | 2019  | VfL Wolfsburg       | 27             | 3                 | 24. Juni 2022              |                 | 5       |         | 4           |                 |            |
| 11                       | Alexandra Popp       | 6. April 1991     | 2010  | VfL Wolfsburg       | 114            | 53                | 24. Juni 2022              |                 | 5       | 6       |             |                 |            |
| 07                       | Lea Schüller         | 12. November 1997 | 2017  | FC Bayern München   | 39             | 25                | 24. Juni 2022              |                 | 2       | 1       | 1           |                 |            |
| 18                       | Tabea Waßmuth        | 25. August 1996   | 2020  | VfL Wolfsburg       | 15             | 5                 | 12. April 2022             |                 | 4       |         |             |                 |            |

Anmerkung:
Lea Schüller wurde positiv auf COVID-19 getestet und stand für die Gruppenspiele gegen Spanien und Finnland nicht zur Verfügung.
Felicitas Rauch und Lena Oberdorf standen wegen jeweils einer gelben Karte aus den Gruppenspielen gegen Dänemark und Spanien für das Gruppenspiel gegen Finnland nicht zur Verfügung.
Almuth Schult stand aufgrund eines Infektes für das Viertelfinale gegen Österreich nicht zur Verfügung.
Klara Bühl wurde positiv auf COVID-19 getestet und stand für das Halbfinale gegen Frankreich und das Finale gegen England nicht zur Verfügung.
Alexandra Popp stand aufgrund von muskulären Problemen für das Finale gegen England nicht zur Verfügung.

### Spielerinnen auf Abruf
| Spielerin           | Geburts- datum     | Debüt | Verein              | Länder- spiele | Länder- spieltore | Letzter Einsatz vor der EM | EM-Spiele,-Tore |
| Tor                 | Tor                | Tor   | Tor                 | Tor            | Tor               | Tor                        | Tor             |
| ------------------- | ------------------ | ----- | ------------------- | -------------- | ----------------- | -------------------------- | --------------- |
| Martina Tufeković   | 16. Juli 1994      | –     | TSG 1899 Hoffenheim | 0              | 0                 | –                          |                 |
| Abwehr              |                    |       |                     |                |                   |                            |                 |
| Jana Feldkamp       | 15. März 1998      | 2021  | TSG 1899 Hoffenheim | 13             | 0                 | 12. April 2022             |                 |
| Leonie Maier        | 29. September 1992 | 2013  | FC Everton          | 79             | 11                | 26. Oktober 2021           | 8 (2013, 2017)  |
| Maximiliane Rall    | 18. November 1993  | 2018  | FC Bayern München   | 8              | 0                 | 12. April 2022             |                 |
| Joelle Wedemeyer    | 12. August 1996    | 2018  | VfL Wolfsburg       | 1              | 0                 | 10. Juni 2018              |                 |
| Mittelfeld          |                    |       |                     |                |                   |                            |                 |
| Fabienne Dongus     | 11. Mai 1994       | 2021  | TSG 1899 Hoffenheim | 4              | 0                 | 23. Februar 2022           |                 |
| Chantal Hagel       | 20. Juli 1998      | 2022  | TSG 1899 Hoffenheim | 3              | 0                 | 9. April 2022              |                 |
| Sjoeke Nüsken       | 22. Januar 2001    | 2021  | Eintracht Frankfurt | 9              | 2                 | 26. November 2021          |                 |
| Ramona Petzelberger | 13. November 1992  | –     | Aston Villa LFC     | 0              | 0                 | –                          |                 |
| Angriff             |                    |       |                     |                |                   |                            |                 |
| Pauline Bremer      | 10. April 1996     | 2014  | VfL Wolfsburg       | 21             | 4                 | 7. März 2020               |                 |
| Sandra Starke       | 31. Juli 1993      | 2019  | VfL Wolfsburg       | 6              | 1                 | 15. Juni 2021              |                 |

1. ↑  Nummern bei der EM-Endrunde
2. 1 2  Stand: Juni 2022
3. 1 2 3 4  Stand: 24. Juni 2022
4. 1 2  kursiv = EM-Teilnahme ohne Einsatz

## Endrunde

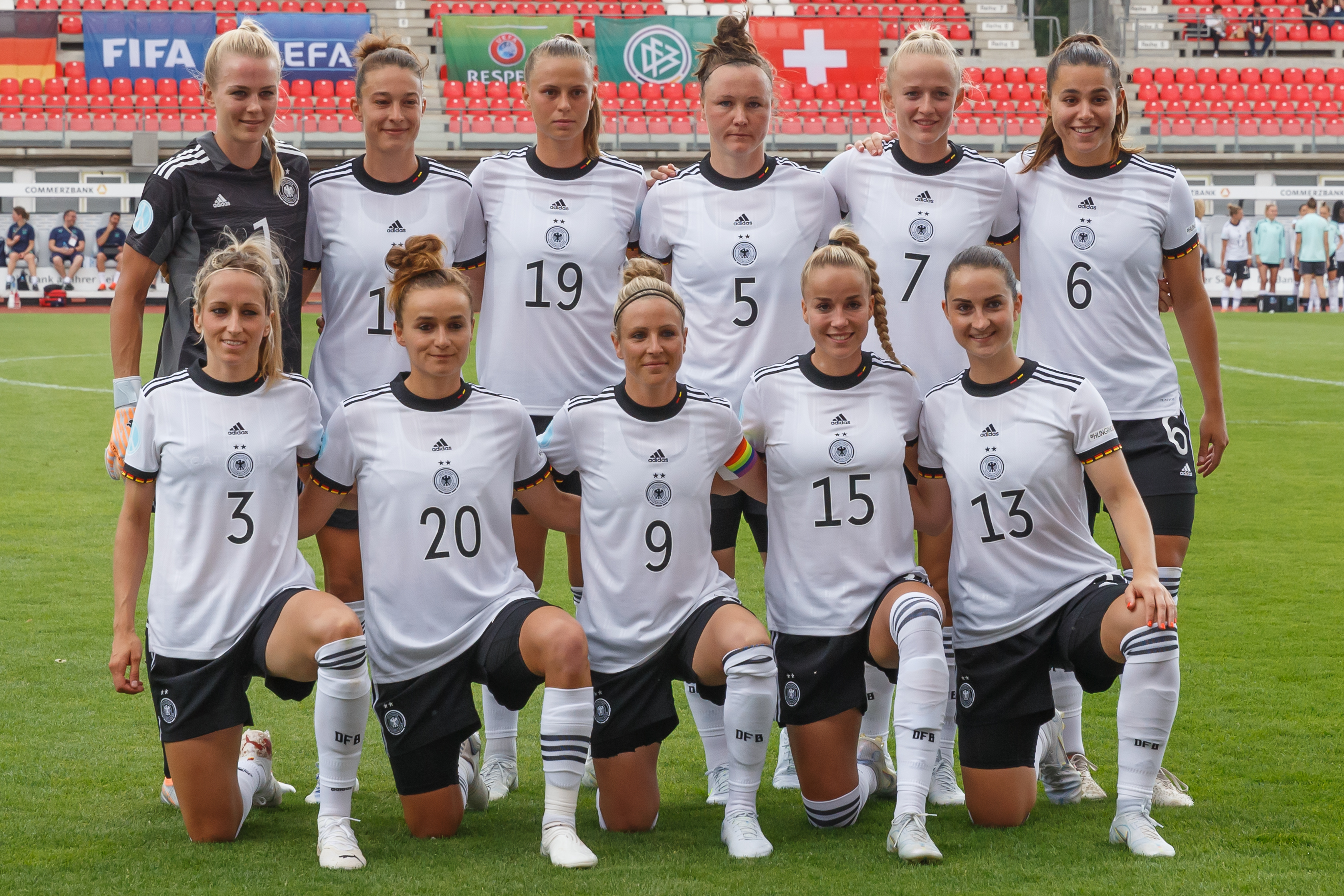
Das deutsche Team startete im ersten Gruppenspiel der Endrunde gegen Dänemark in der Besetzung (oben von links nach rechts) Merle Frohms, Felicitas Rauch, Klara Bühl, Marina Hegering, Lea Schüller, Lena Oberdorf, (unten von links nach rechts) Kathrin Hendrich, Lina Magull, Svenja Huth, Giulia Gwinn und Sara Däbritz. Im Finale gegen England wurde Jule Brand anstelle von Klara Bühl aufgestellt. (Die Aufnahme stammt vom Freundschaftsländerspiel Deutschland gegen die Schweiz am 24. Juni 2022.)

Bei der Auslosung am 28. Oktober 2021 war Deutschland neben Gastgeber England, Titelverteidiger Niederlande und Frankreich als einer der vier Gruppenköpfe gesetzt und wurde in die Gruppe B gelost. Zugelost wurden Dänemark, Spanien und Finnland. Die Bilanz gegen Dänemark ist mit zwölf Siegen, vier Remis und sechs Niederlagen positiv. Das letzte Spiel, im Viertelfinale der letzten EM, konnten die Däninnen gewinnen. Auch die Bilanz gegen Finnland ist mit neun Siegen und einer Niederlage positiv, ebenso wie die Bilanz gegen Spanien mit je drei Siegen und Remis.

### Gruppenspiele
| Pl. | Land        | Sp. | S | U | N | Tore    | Diff. | Punkte |
| --- | ----------- | --- | - | - | - | ------- | ----- | ------ |
| 1.  | Deutschland | 3   | 3 | 0 | 0 | 009:000 | +9    | 09     |
| 2.  | Spanien     | 3   | 2 | 0 | 1 | 005:300 | +2    | 06     |
| 3.  | Dänemark    | 3   | 1 | 0 | 2 | 001:500 | −4    | 03     |
| 4.  | Finnland    | 3   | 0 | 0 | 3 | 001:800 | −7    | 0      |

|                                                                                             |   |             |           |
| Fr., 8. Juli 2022 um 20:00 Uhr (21:00 Uhr MESZ) in Brentford (Brentford Community Stadium)  |   |             |           |
| Deutschland                                                                                 | – | Dänemark    | 4:0 (1:0) |
| Di., 12. Juli 2022 um 20:00 Uhr (21:00 Uhr MESZ) in Brentford (Brentford Community Stadium) |   |             |           |
| Deutschland                                                                                 | – | Spanien     | 2:0 (2:0) |
| Sa., 16. Juli 2022 um 20:00 Uhr (21:00 Uhr MESZ) in Milton Keynes (Stadium MK)              |   |             |           |
| Finnland                                                                                    | – | Deutschland | 0:3 (0:1) |

### K.-o.-Runde

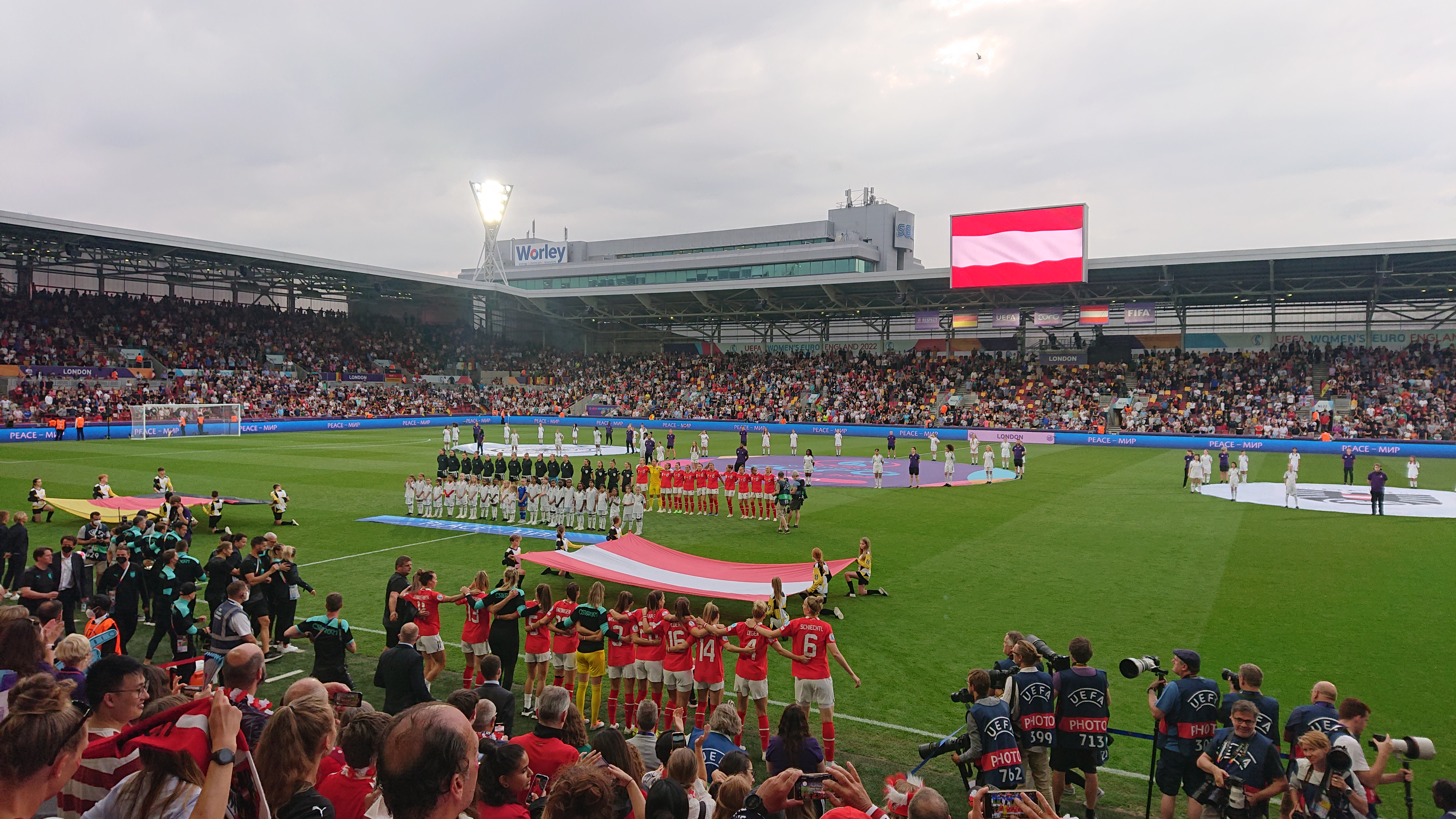
Aufstellung vor dem Viertelfinale gegen Österreich in Brentford

| |   |             |                      |
| Viertelfinale: Do., 21. Juli 2022 um 20:00 Uhr (21:00 Uhr MESZ) in Brentford (Brentford Community Stadium) |   |             |                      |
| Deutschland                                                                                                | – | Österreich  | 2:0 (1:0)            |
| Halbfinale: Mi., 27. Juli 2022 um 20:00 Uhr (21:00 Uhr MESZ) in Milton Keynes (Stadium MK)                 |   |             |                      |
| Deutschland                                                                                                | – | Frankreich  | 2:1 (1:1)            |
| Finale: So., 31. Juli 2022 um 17:00 Uhr (18:00 Uhr MESZ) in London (Wembley-Stadion)                       |   |             |                      |
| England | – | Deutschland | 2:1 n. V. (1:1, 0:0) |

## Auszeichnungen
- Lena Oberdorf wurde als beste junge Spielerin des Turniers ausgezeichnet
- Neben Oberdorf wurden noch die Abwehrspielerinnen Giulia Gwinn und Marina Hegering sowie Kapitänin Alexandra Popp und Klara Bühl in die Mannschaft des Turniers gewählt.